# Mark Redshaw
Mark Redshaw (nacido en Salford, 25 de septiembre de 1984) es un futbolista inglés. Juega de delantero.

## Trayectoria
Redshaw firmó por el Manchester United en la edad de ocho años y pasó casi 9 años en el club al lado de colegio Phil Bardsley. Él también jugó para Wrexham y el Manchester City.
También ha jugado en Australia con Stirling Lions, en Grecia para Ethnikos Piraeus, y en los Países Bajos para FC Oss. y por Último en México, con Club Celaya, siendo el Primer Inglés en el Territorio de Ascenso.
Redshaw jugó para los jóvenes equipos Nacionales de Inglaterra en Sub-16, Sub-17, Sub-18 y Sub-19 nivel a lo largo de los jugadores secundarios como Wayne Rooney, Glen Johnson y Kieran Richardson.

## Clubes
| Club                               | País           | Año         |
| ---------------------------------- | -------------- | ----------- |
| Manchester United                  | Inglaterra     | 2000 - 2001 |
| Wrexham FC                         | Inglaterra     | 2001 - 2003 |
| Manchester City FC                 | Inglaterra     | 2003 - 2005 |
| Radcliffe Borough F.C (cedido)     | Inglaterra     | 2004        |
| Rossendale United (cedido)         | Inglaterra     | 2004        |
| Caernarfon Town FC (cedido)        | Gales          | 2004        |
| US Triestina                       | Italia         | 2005 - 2007 |
| Los Angeles Galaxy                 | Estados Unidos | 2007        |
| Stirling Lions                     | Australia      | 2008        |
| Ethnikos Achnas                    | Chipre         | 2008        |
| Ethnikos Piraeus                   | Grecia         | 2009 - 2010 |
| Real Murcia & Real Murcia Imperial | España         | 2010 - 2011 |
| Fram Reykjavik                     | Islandia       | 2011        |
| FC Oss                             | Holanda        | 2011 - 2013 |
| Club Celaya                        | México         | 2013 - 2015 |
| Al-Markhiya S.C                    | Catar          | 2015 -      |